# Vårtballongspindel
Vårtballongspindel (Oedothorax apicatus) är en spindelart som först beskrevs av John Blackwall 1850.  Vårtballongspindel ingår i släktet Oedothorax och familjen täckvävarspindlar. Arten är reproducerande i Sverige. Inga underarter finns listade i Catalogue of Life.